# Condado de Foix
O condado de Foix compreendia o território ao redor da vila homônima, surgida no século IX. Durante o período romano fez parte da chamada Civitas Conseranorum que depois dará nome ao condado de Conserans.
O território do condado pertenceu inicialmente ao Ducado da Aquitânia, e depois ao condado de Tolosa da qual passou ao de Carcassona no ano 983 com o Conserans. Elevado em senhorio por Rogério II de Comminges, conde de Carcassona, de Razès e de Couserans, em 1012, para seu filho Benardo Rogério I, este na sua condição de soberano feudal, legou a seu filho Rogério I (II de Carcassona) com o título condal.
A princípios do século XI, Rogério II de Cominges, chamado "o Velho", conde de Cominges, de Couserans, de Carcassona, de Razés e de Foix, deixou de herança ao caçula de seus filhos, Pedro I de Foix, o Castelo de Foix, parte do condado de Razés e o condado de Couserans (testamento datado do ano 1012). Um descendente direto de Pedro, Gastão III Febus, soberano dos estados de Foix e de Béarn, assim como conde soberano de Bigorra (estados herdados por parte de sua mãe, Leonor de Cominges) é pai de Bernardo "o Bearnês", filho bastardo que dá início à Casa de Medinaceli na Espanha.